# Kärla
Die Landgemeinde Kärla bestand von 1991 bis 2014. Sie lag im mittleren Westen der größten estnischen Insel Saaremaa.
2014 vereinigten sich die Landgemeinden Kaarma, Kärla und Lümanda zur Landgemeinde Lääne-Saare (Lääne-Saare vald).